# Deportivo Cali
Asociación Deportivo Cali (eller bare Deportivo Cali) er en colombiansk fodboldklub fra landets tredjestørste by Cali. Klubben spiller i landets bedste liga, Categoría Primera A, og har hjemmebane på stadionet Estadio Olímpico Pascual Guerrero. Klubben blev grundlagt den 23. november 1912, og har siden da vundet otte mesterskaber og én pokaltitel. 
Deportivos største rivaler er en anden Cali-klub, América.

## Titler
- Categoría Primera A (10): 1965, 1967, 1969, 1970, 1974, 1996, 1998, 2005 (Finalización), 2015 (Apertura), 2021 (Finalización)

- Copa Colombia (1): 2010

- Superliga de Colombia (1): 2014

## Kendte spillere
| - Pablo Batalla - Alberto de Jesús Benítez - Martin Morel - Ruben Ponce de Leon - Néstor Leonel Scotta - Jorge Aravena - Abel Aguilar - Adolfo Andrade - Jairo Arboleda - Gustavo Bolívar - Víctor Bonilla - Henry Caicedo - Miguel Calero - Mayer Candelo - Mauricio Casierra - Fernando Castro - Álvaro "Caracho" Domínguez - Miguel Escobar - Andrés Estrada - Hermán Gaviria |  | - Giovanni Hernández - Carlos Mario Hoyos - Jhon Kennedy Hurtado - Edison Mafla - Cristian Marrugo - Faryd Mondragón - Fredy Montero - Tressor Moreno - Elkin Murillo - Jámison Olave - Willington Ortiz - Armando Osma - Ever Palacios - Oscar Alexander Pareja - Andrés Pérez - John Wilmar Pérez - Jorge Ramírez Gallego - Bernardo Redín - Hamilton Ricard - Nelson Rivas |  | - Hugo Rodallega - Angel María Torres - Diego Edison Umaña - Carlos Valderrama - Alexander Viveros - Mario Yepes - Cristián Zapata - Blas Pérez - Darío Caballero - Jorge Amado Nunes - Robin Ramirez - Miguel Ángel Loayza - Valeriano López - Roberto Palacios - Juan Guillermo Castillo - Amaro Nadal - Waldemar Victorino - Rafael Dudamel |